# Neulise
Neulise là một xã trong tỉnh Loire miền trung nước Pháp.